# Phoebus-kartel
Het Phoebus-kartel was een mondiaal kartel van fabrikanten die de productie en verkoop van gloeilampen controleerde. Dit kartel was niet alleen het eerste dat wereldwijd actief was, maar ook het vroegste voorbeeld van geplande veroudering (planned obsolescence); het opzettelijk beperken van de levensduur van producten om de verkoop ervan op te drijven.

## Geschiedenis
Op 23 februari 1924 kwamen vertegenwoordigers van de grootste gloeilampfabrikanten in de wereld in het Zwitserse Genéve bijeen om de toekomst van de gloeilampproductie te bespreken. Het was tijdens dit overleg dat het fundament werd gelegd van het Phoebus-kartel, dat op 15 januari 1925 onder de naam “Phoebus SA Compagnie Industrielle pour le Développement de l’Éclairage” werd opgericht. Bij dit kartel waren bedrijven aangesloten zoals het Nederlandse Philips, het Duitse Osram, het Britse Associated Electrical Industries (AEI), het Amerikaanse General Electric, het Hongaarse Tungsram en het Franse Compagnie des Lampes. Initiatiefnemer en directeur was William Meinhardt van Osram.
Aanvankelijk had het Phoebus-kartel vooral nobele doelen, zoals het uitwisselen van octrooien, samenwerken bij de ontwikkeling van standaarden en klanten voorzien van de hoogst mogelijke kwaliteit verlichting. De wereldwijde standaardisering van de Edison-schroefdraad, die nog altijd gangbaar is, is te danken aan het Phoebus-kartel. In werkelijkheid was het kartel vooral bedoeld om de markt onderling te verdelen, vastleggen van productiequota en gezamenlijk de prijzen te bepalen.
Aanvankelijk was het plan om het kartel na dertig jaar (in 1955) op te heffen, echter de uitbraak van de Tweede Wereldoorlog zorgde ervoor dat de invloed van het kartel reeds in 1939 enorm werd verstoord en de samenwerking voortijdig werd beëindigd.

## Geplande veroudering
Een van de afspraken die onder de vlag van het Phoebus-kartel tot stand kwam was de afspraak om de levensduur van hun lampen te beperken tot maximaal duizend branduur, ondanks het feit dat er destijds al gloeilampen bestonden met een levensduur van 2500 uur. Om dit te controleren waren deelnemers verplicht hun gloeilampen te laten testen in het Phoebus-laboratorium in Bazel. Een overschrijding van de levensduur werd bestraft met een boete, die hoger werd naarmate de lampen het langer dan 1000 uur uithielden.
De reden van deze maatregel die het kartel aanvoerde was dat sommige ingenieurs van mening waren dat de levensduur van duizend uur redelijk was voor de meeste gloeilampen. Ook ging een langere levensduur ten koste van de efficiëntie, zorgde het voor een toename van warmte en een afname van licht, met verspilling van elektriciteit tot gevolg.